# Kenny Rocha Santos
Kenny Rocha Santos (São Vicente, 3 januari 2000) is een Kaapverdisch voetballer die bij voorkeur als vleugelspeler speelt. Hij ruilde AS Nancy in 2021 in voor KV Oostende.

## Clubcarrière
Rocha Santos is afkomstig uit de jeugdopleiding van AS Saint-Étienne. Op 1 februari 2017 debuteerde hij in de Coupe de France tegen AJ Auxerre. Op 26 februari 2017 maakte de vleugelspeler zijn opwachting in de Ligue 1 tegen SM Caen. Hij startte in de basiself en werd aan de rust vervangen door Ronaël Pierre-Gabriel.
In de zomer van 2019 stapte hij over naar AS Nancy. Na een debuutseizoen was hij in het seizoen 2020/21 goed voor zes goals en negen assists in de Ligue 2. Op het einde van het seizoen stapte hij over naar de Belgische eersteklasser KV Oostende

## Interlandcarrière
Rocha Santos debuteerde op 14 november 2017 voor Kaapverdië: in de WK-kwalificatiewedstrijd tegen Burkina Faso (4-0-verlies) mocht hij in de 74e minuut invallen voor Babanco.